# عايشة جولكا
عايشة جولكا هي ممثلة هندية، ولدت في 28 يوليو 1972 بسريناغار في الهند.

## وصلات خارجية
- عايشة جولكا على موقع IMDb (الإنجليزية)
- عايشة جولكا على موقع أول موفي (الإنجليزية)
- عايشة جولكا على موقع قاعدة بيانات الفيلم (الإنجليزية)